# Schudden (cabaret)
Schudden is een cabaretduo, bestaande uit Emiel de Jong (1973) en Noël van Santen (1973). De twee ontmoetten elkaar bij de toneelclub op de middelbare school. Noël ging de acteursopleiding doen in Utrecht en Emiel studeerde voor docent drama aan de hogeschool in Kampen. Samen deden zij als cabaretduo, genaamd Schudden voor Gebruik, in 1994 mee aan het Groninger Studenten Cabaret Festival en Cameretten. Op beide festivals ontvingen zij prijzen en in 1995 kwamen zij met hun eerste theaterprogramma genaamd 'Geschud'. Daarna gingen zij verder als cabaretduo genaamd Schudden en volgden er diverse andere programma's. In 2007 werden ze genomineerd voor de Poelifinario voor hun theaterprogramma 'Zout', in 2009 voor hun programma 'Ruis' en in 2011 voor hun programma 'Noorderzon'.  Vanaf 2016 noemen zij zichzelf De Jong & Van Santen.

## Cabaretprogramma's
- 1995: Geschud
- 1998: Amok
- 2000 - 2002: Dummy
- 2002 - 2004: Puin
- 2004 - 2006: Klam
- 2007 - 2008: Zout
- 2008 - 2009: Ruis
- 2010 - 2011: Noorderzon
- 2012 - 2013: We vieren het maar
- 2014 - 2016: Henk